# Лукомльське озеро
Луко́мське о́зеро (Лукомльське озеро, біл. Лукомске (Лукомальскае) Возер) — озеро в Білорусі, біля західної околиці міста Новолукомль у Чашницькому районі Вітебської області. Є п'ятим за площею озером у Білорусі, після озера Нароч, Освейського, Червоного та Дрісвяти. Площа озера — 37,71 км². Витікає річка Лукомка. Належить до басейну Західної Двіни.

## Опис
Котловина озера овального типу, витягнута з півночі на південь на 10,4 км, розширюючись до центру до 6,5 км (при середній ширині 3,5 км). Її оточують невисокі пологі схили (3-5 м), і тільки на північному заході берега підвищуються до 15 м. Берегова лінія (довжина 36,4 км) слабо порізана і тільки на півдні є два великих затоки — Гурецька і Гулянська луки.
Літоральна зона полога, завширшки від 10 до 100 м, без видимого переходу зливається з субліторальною. Дно до глибин 5-6 м піщане, піщано-мулисте, глибше — покрите сапропелю. У північній частині озера 5 островів загальною площею близько 0,7 га.
Лукомльське озеро — безстічна водойма евтрофного типу. Існував раніше стік по річці Лукомка перекритий греблею. На півночі впадають кілька струмки, на північному заході — річка Цитранка, що випливає з озера Сивцева. 

Гідрологічний режим озера вивчається з 1932 року.

## Рослинний світ
Біля берегів і островів озеро заростає очеретом (ширина смуги 25-50 м). Субліторальній схил до глибини 3 м покритий підводною рослинністю, представленою Рдесником, роголистником, телорезом, рідко Харою.

## Тваринний світ
Тваринний світ озера досить багатий. У водоймі понад 5 тис. тонн Дрейсени, яка відфільтровує весь обсяг води менш ніж за 2 місяці, сприяючи поліпшенню якості води.
В озері живе близько 20 видів риб, серед яких плотва, лящ, лин, короп, щука, Верховодка звичайна, судак, окунь, сом, вугор, товстолобик. В озері відзначені випадки затримання американського сомика — нехарактерного для Білорусі виду, який прижився в озері завдяки теплій воді.
Уздовж західного берега озера зустрічаються раки.

## Екологія
Лукомльське озеро служить водоймою-охолоджувачем Лукомльської ГРЕС — найбільшої електростанції в країні. На електростанцію вода надходить по спеціально виритому каналу завдовжки 2,5 км і завширшки 20-30 м. Повертається вона підігрітою на 8-12 °C вище, ніж озерна вода. Велика відкрита акваторія озера сприяє інтенсивному перемішуванню води і встановленню однорідного температурного режиму. Таким чином, вода в озері тепліше на 2-3 °C, ніж вода в аналогічних озерах. Безльодний період збільшується на 2 місяці, що сприятливо позначається на всіх мешканцях озера.
Водойма досить сильно забруднена (за змістом NH4+ перевищення ГДК в 2-2,5 рази). Високі концентрації сульфатів та хлоридів (16,73 мг/дм³ та 17,7 мг/дм³, відповідно).